# Волны Лэмба

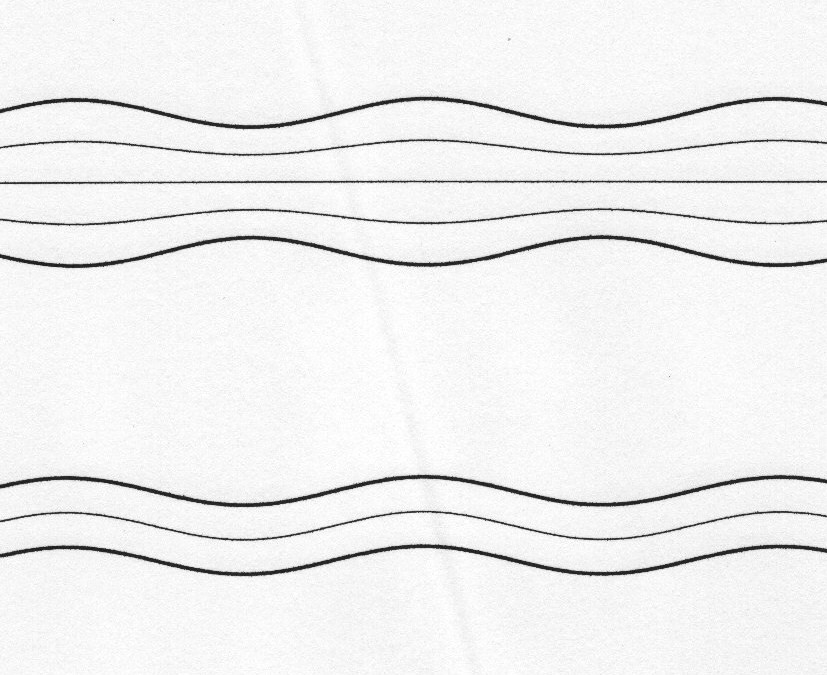
Две моды волны Лэмба нулевого порядка в пластине

Волны Лэмба — сложные упругие волны, распространяющиеся в упругой среде, образованная комбинацией стоячих и бегущих волн; один из типов нормальных волн. Название происходит от имени первооткрывателя — английского гидродинамика Горация Лэмба.

## Особенности
Нормальные волны распространяются только в пластинах с толщиной, сопоставимой с длиной волны. В этом случае в пластине возникают сложные резонансные явления, ведущие к образованию стоячих волн.
Нормальная волна состоит из различных мод, движущихся с различной скоростью. Различают симметричные (обозначаемые как {\displaystyle s_{i}}) и асимметричные моды (обозначаемые как {\displaystyle a_{i}}) нормальной волны. При движении симметричной моды, поверхности пластины движутся в противоположных направлениях, а при движении асимметричной моды — в одном направлении.
Характерной особенностью нормальной волны является дисперсия — зависимость скорости распространения от длины волны. Скорость движения волны зависит также от толщины пластины.
Таким образом, при фиксированных длине волны и толщине пластины, в последней распространяются различные моды волны, скорость каждой из которых можно определить расчётом, либо по специальным дисперсионным кривым.